# Tim Väyrynen
Tim Väyrynen (Espoo, 30 marzo 1993) è un calciatore finlandese, attaccante del Gnistan.

## Carriera

### Club
Cresciuto nelle giovanili dell'Honka, squadra della sua città natale, ha esordito nella massima serie nel 2010 segnando il suo primo gol il 15 maggio 2011 contro il Rovaniemen Palloseura.

### Nazionale
Ha giocato nelle nazionali giovanili finlandesi Under-19 ed Under-21.
Tra il 2013 ed il 2019 ha totalizzato complessivamente 13 presenze con la nazionale finlandese.

## Palmarès

### Club

#### Competizioni nazionali
- Liigacup: 2

Honka: 2010, 2011
- Suomen Cup: 2

Honka: 2012
HJK: 2020
- 3. Liga: 1

Dinamo Dresda: 2015-2016
- Campionato finlandese: 1

HJK: 2020
- Coppa del Liechtenstein: 1

Vaduz: 2022-2023

### Individuale
- Capocannoniere della Veikkausliiga: 1

2013